# Кудіново
Куді́ново (рос. Кудиново) — село у складі Богородського міського округу Московської області, Росія.
24 березня 2004 року до складу села приєднано ліквідоване селище Центральної Усадьби совхоза імені 50-ліття Великого Октября (2809 осіб станом на 2002 рік).

## Населення
Населення — 3170 осіб (2010; 3290 у 2002).
Національний склад (станом на 2002 рік) села Кудіново:
- росіяни — 98 %

Національний склад (станом на 2002 рік) селище Центральної Усадьби совхоза імені 50-ліття Великого Октября:
- росіяни — 93 %